# Lepanthes palpebralis
Lepanthes palpebralis är en orkidéart som beskrevs av Carlyle August Luer. Lepanthes palpebralis ingår i släktet Lepanthes och familjen orkidéer.
Artens utbredningsområde är Kuba. Inga underarter finns listade i Catalogue of Life.